# Pittsburgh Open
Die Pittsburgh Open sind ein Squashturnier der PSA World Tour. Es wird seit 1993 mit vereinzelten Unterbrechungen jährlich in Pittsburgh, Pennsylvania, in den Vereinigten Staaten ausgetragen.
Anfänglich gehörte das Turnier zu den untersten Wertungskategorien der PSA Tour, wobei es bis 2002 kontinuierlich mehr Preisgeld ausschüttete und 2002 daher zur Kategorie 2 ½ Star gehörte. 2009 und 2010 war es nochmals in der niedrigsten Wertungskategorie, ehe es 2011 ein Turnier der Kategorie International 25 mit 25.000 US-Dollar Preisgeld war. Diesen Status behielt es bis 2018. 2019 gehörte das Turnier zur Kategorie PSA World Tour Bronze mit einem Preisgeld von 47.500 US-Dollar. 2025 war es ein Turnier der Kategorie PSA Squash Tour Silver mit einem Preisgeld von 86.000 US-Dollar.
Rekordsieger ist Karim Abdel Gawad, der das Turnier dreimal gewinnen konnte.

## Sieger
| Jahr                          | Sieger            | Finalgegner       | Ergebnis                        |
| ----------------------------- | ----------------- | ----------------- | ------------------------------- |
| 2025                          | Joel Makin        | Youssef Ibrahim   | 9:11, 11:8, 11:9, 11:7          |
| 2024                          | Karim Abdel Gawad | Marwan Elshorbagy | 11:3, 11:8, 11:9                |
| 2023                          | Diego Elías       | Marwan Elshorbagy | 11:5, 11:7, 11:2                |
| 2022                          | nicht ausgetragen | nicht ausgetragen | nicht ausgetragen               |
| 2021                          | nicht ausgetragen | nicht ausgetragen | nicht ausgetragen               |
| 2020                          | Fares Dessouki    | Saurav Ghosal     | 11:7, 11:4, 11:9                |
| 2019                          | Grégoire Marche   | Zahed Salem       | 11:9, 11:6, 10:12, 6:11, 11:5   |
| 2018                          | Max Lee           | Ben Coleman       | 11:2, 11:7, 11:5                |
| 2017                          | Zahed Mohamed     | Ivan Yuen         | 12:10, 11:9, 7:11, 11:7         |
| 2016                          | nicht ausgetragen | nicht ausgetragen | nicht ausgetragen               |
| 2015                          | Karim Abdel Gawad | Alan Clyne        | 10:12, 11:9, 11:7, 11:9         |
| 2014                          | Karim Abdel Gawad | Alister Walker    | 5:11, 11:7, 11:4, 13:11         |
| 2012, 2013: nicht ausgetragen |                   |                   |                                 |
| 2011                          | Alister Walker    | Adrian Grant      | 11:7, 6:11, 11:4, 15:17, 11:2   |
| 2010                          | Shawn Delierre    | Stéphane Galifi   | 11:8, 11:8, 4:11, 8:11, 11:8    |
| 2009                          | Joel Hinds        | Bernardo Samper   | 6:11, 11:7, 8:11, 11:2, 11:5    |
| 2003–2008: nicht ausgetragen  |                   |                   |                                 |
| 2002                          | Thierry Lincou    | Anthony Ricketts  | 13:15, 15:13, 15:8, 15:6        |
| 2001                          | Lee Beachill      | Olli Tuominen     | 15:9, 15:8, 15:6                |
| 1999                          | Paul Price        | David Palmer      | 13:15, 15:5, 15:12, 15:12       |
| 1998                          | Juha Raumolin     | Billy Haddrell    | 13:15, 15:3, 11:15, 15:11, 15:9 |
| 1997                          | Juha Raumolin     | Tim Garner        | 15:11, 15:13, 15:12             |
| 1996                          | Craig Rowland     | Rodney Durbach    | 15:8, 15:10, 15:7               |
| 1995                          | Jonathon Power    | Byron Davis       | 15:11, 15:2, 15:7               |
| 1994                          | Jamie Crombie     | Chris Clare       | 15:5, 15:3 Aufgabe              |
| 1993                          | Jamie Crombie     | Sabir Butt        | 15:10, 15:6 Aufgabe             |